# Alex Niggemann

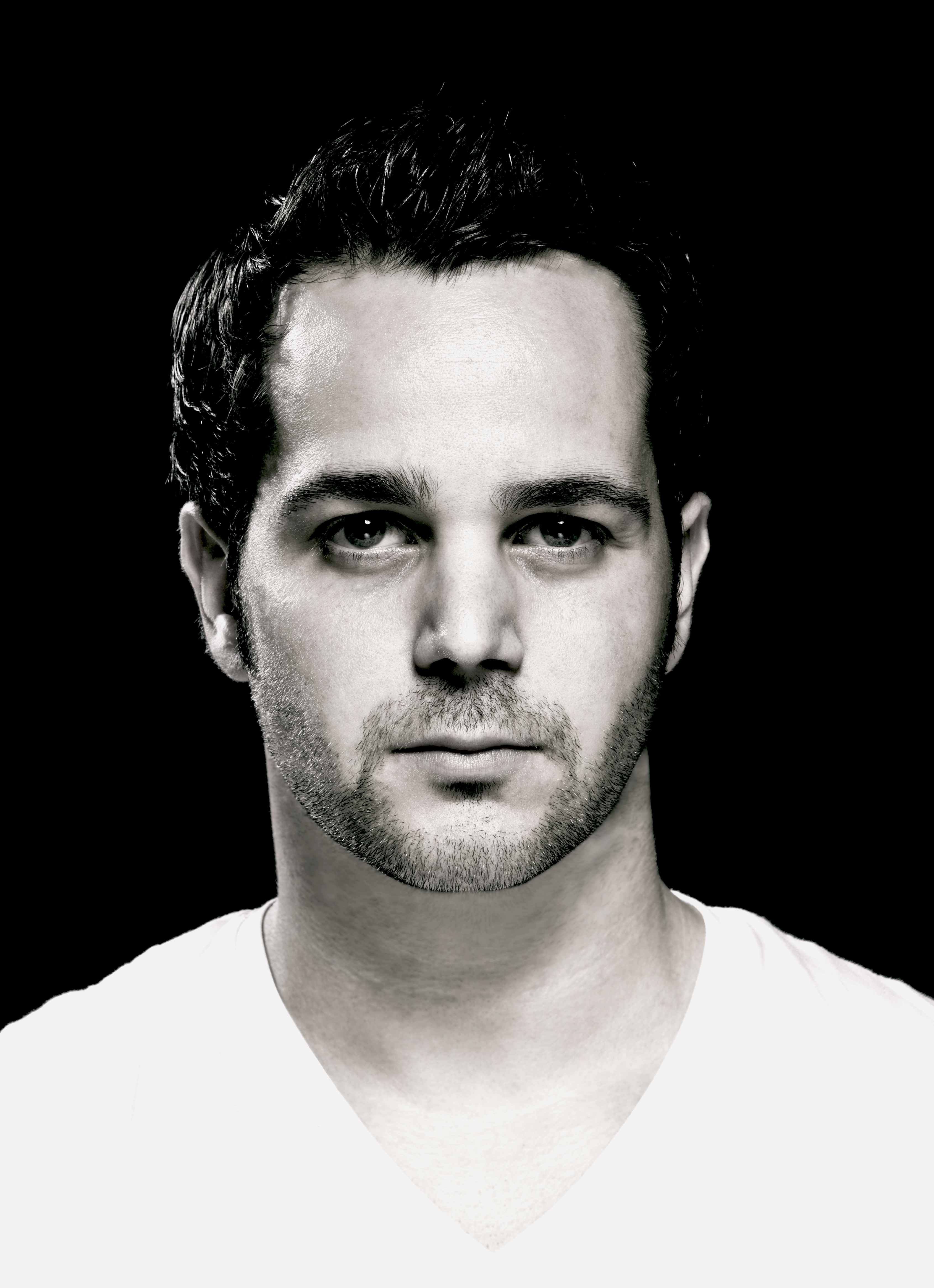
Alex Niggemann

Alexander „Alex“ Niggemann (* 1984 in Düsseldorf) ist ein deutscher Musikproduzent, DJ und Labelinhaber im House-Bereich (Tech House, Deep House, Acid House).

## Leben

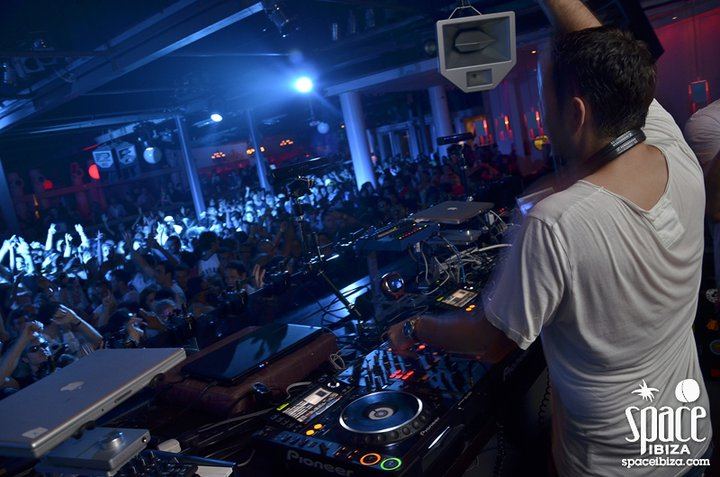
Alex Niggemann im Space Ibiza

Seine DJ-Karriere begann er als 15-Jähriger zunächst in Clubs der näheren Umgebung, wie z. B. dem Düsseldorfer „mk-2“. Zur Jahrtausendwende fing Niggemann an, sich mehr und mehr der Produktion von Musikstücken zu widmen, studierte ab seinem Umzug nach Berlin 2005 Audio Engineering und legte damit den Grundstein für sein professionelles Schaffen.
Bereits während seiner Ausbildung zum Bachelor of Recording Arts veröffentlichte Alex Niggemann mit seinem Remix für Booka Shades Hit Darko (erschienen bei Get Physical Music 2006) seine erste Arbeit. Nebenbei jobbte er gelegentlich für dieses Label und den Berliner DJ-T.
Mit Abschluss seines Studiums 2008 veröffentlichte er die ersten Singles/EPs Assign me (Sportclub Records) und Circles (Micro.fon Records). Etablierte Musiker und DJs, wie Audiofly und Nick Curly, wurden auf ihn aufmerksam, sodass deren Labels im Jahr darauf seine Black Rose EP (Supernature Records – 2009) und Makayuni/El Hechizo (8bit Records – ebenfalls 2009) herausbrachten.

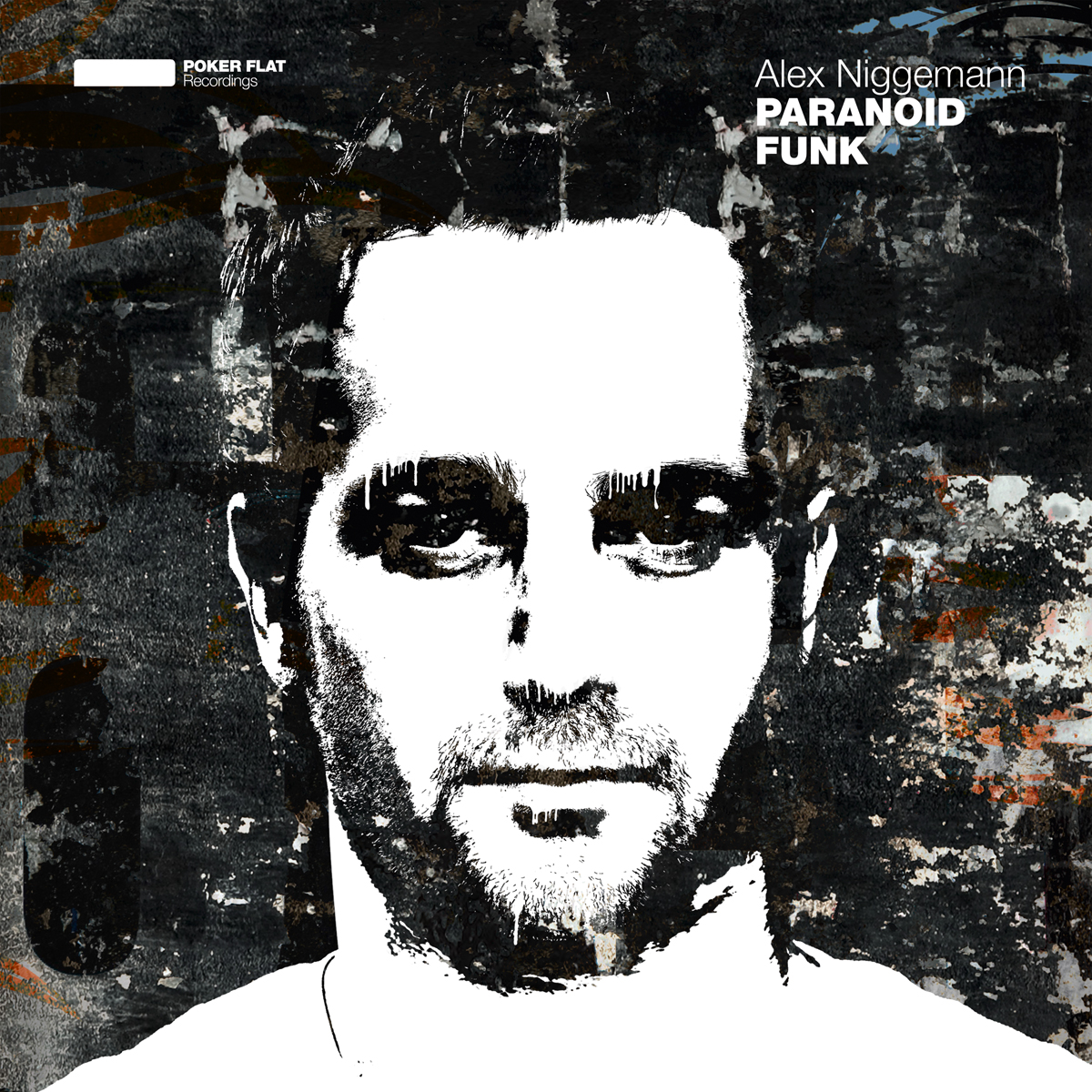
1. Album: Paranoid Funk (2012)

Seitdem tritt Alex Niggemann weltweit auf und spielt in Clubs, die zu den größten und bekanntesten der Szene zählen, wie z. B. Space und Privilege auf Ibiza, Watergate und Berghain in Berlin oder im D.edge in São Paulo. Veröffentlichungen bei Labels wie Freerange, Tsuba sowie seine Single Play House bei dem niederländischen Label Bla Bla Recordings folgten.
Im Jahr 2010 gründete er mit seinem Partner Oliver Fritsche das Label Soulfooled.
Seit seiner Lately EP ist Alex Niggemann Künstler bei Steve Bugs Label Poker Flat Recordings. Dort erschien 2012 auch sein erstes Album mit dem Titel Paranoid Funk.

## Diskographie

### Album
- 2012: Paranoid Funk – Poker Flat

### Singles
- 2008: Assign Me – Sportclub
- 2008: Clean the dish – Sportclub
- 2008: L'aurora – Moonpool Records
- 2008: Circles EP – Micro.fon Records
- 2008: Everybody's Darling – Ostwind Records
- 2008: The Temptation – Meerestief Records
- 2008: Sleepless Nights (with Marc Poppcke) – Dark Room Dubs
- 2009: Black Rose EP – Supernature Records
- 2009: Makayuni E P–Vinyl – 8bit Records
- 2009: Char (with Julian Ganzer) – Meerestief
- 2009: Fortuna EP (with Superlounge) – Strictly Chosen
- 2009: Deep Down – 8bit Records
- 2009: Berlin down the house (with Marc Poppcke) – Bloop Recordings
- 2010: Play House! (with Superlounge) – BlaBla Records
- 2010: Take Control & Use Me! – Supernature Records
- 2010: Jewels – Soulfooled
- 2010: Boujuma – Soulfooled
- 2010: Trippin’ – Tsuba Records
- 2011: Lately – Poker Flat Records
- 2011: Jewels (Fritz Zander Remixes) – Soulfooled
- 2011: Point of now return – Tsuba
- 2012: Don't wait – Poker Flat
- 2012: You feel alright (with Z Boys) – Soulfooled
- 2012:  Moments (with Daniel Solar & Nathalie Claude) – Dikso
- 2012: Boujuma (Matthias Mey Remix) – Soulfooled
- 2012: Paranoid Funk Remixes – Poker Flat
- 2013: Just A Little – AEON
- 2013: Tangram – Poker Flat
- 2014: Materium – Poker Flat

### Remixes
- 2006: Booka Shade: Darko – Get Physical
- 2008: Jaxson: Smokemachine – FreakWaves
- 2008: Solar & Poppcke: Indigo – Ostwind Records
- 2008: Solar & Poppcke: Useless Beauty – Meerestief Ltd.
- 2008: Spektre: Rabbit Hole – Dekadent Schallplatten
- 2009: Pedramovich: Burka – Supernature Records
- 2009: Andrade: 2012 – Time Has Changed Records
- 2009: Marc Poppcke: Far away from you – Freerange Records
- 2009: Pele: El Condor – Supernature Records
- 2010: Ercolino & Durango: Repeal – Moonpool Records
- 2010: Gorge: Mi Vida – 8bit Records
- 2010: Helmut Dubnitzky: My Sweet Peewee... – Brise Records
- 2011: Phonique: Endless Love – Dessous Recordings
- 2012: Silicon Soul: Snakecharmer – Soma Records
- 2012: Satoshi Tomiie: Straight up – Systematic
- 2012: Francys: People – Highway Records
- 2012: Francys: People – Highway Records
- 2013: Gunnar Stiller: Lust – Upon You
- 2013: Nir Shoshani: A Good Habit – AEON
- 2014: Christian Prommer: Can It Be Done – Compost Black Label